# Henricus (geslacht)
Henricus is een geslacht van nachtvlinders die behoren tot de bladrollers.

## Soorten
- H. acosmetes (Razowski, 1986)
- H. ademonia (Gates Clarke, 1968)
- H. aetheria (Razowski, 1967)
- H. ateleutus Razowski, 1991
- H. attalus Razowski, 1994
- H. bana (Kearfott, 1907)
- H. bibelonus Razowski & Becker, 2007
- H. bleptus Razowski & Becker, 2007
- H. ceramocerus Razowski, 1999
- H. cerussatus Razowski & Wojtusiak, 2006
- H. cognata (Walsingham, 1914)
- H. comes (Walsingham, 1884)
- H. contrastana (Kearfott, 1907)
- H. cristobalicus Razowski, 1999
- H. cuspis Razowski & Becker, 2007
- H. charagus Razowski, 1991
- H. chriograptus Razowski, 1999
- H. chroicopterus Razowski, 1991
- H. edwardsiana (Walsingham, 1884)
- H. ellampus Razowski, 1992
- H. exploratus Razowski & Becker, 1986
- H. exsanguis Razowski, 1994
- H. flebilis Razowski, 1994
- H. fuscodorsana (Kearfott, 1904)
- H. generosus Razowski, 1994
- H. glaesarius Razowski & Wojtusiak, 2006
- H. hemitelius Razowski, 1991
- H. huachucana (Kearfott, 1907)
- H. icogramma (Gates Clarke, 1968)
- H. improvisus Razowski & Becker, 1986
- H. inanimalis Razowski & Becker, 1986
- H. inchoatus Razowski & Becker, 1986
- H. infernalis (Heinrich, 1920)
- H. insolitus Razowski & Becker, 1986
- H. inspergatus Razowski & Becker, 1986
- H. macrocarpana (Walsingham, 1895)
- H. melanoleuca (Gates Clarke, 1968)
- H. metalliferus Razowski & Pelz, 2001
- H. montanus Razowski & Wojtusiak, 2006
- H. montuosus Razowski & Becker, 2002
- H. ophryodes (Meyrick, 1927)
- H. palimpsestus Razowski & Becker, 1986
- H. pampasianus Razowski & Wojtusiak, 2008
- H. paredrus Razowski, 1991
- H. parmulus Razowski, 1991
- H. penthinana (Razowski, 1967)
- H. perissus Razowski & Becker, 2007
- H. platanillanus Razowski & Becker, 2007
- H. platina (Gates Clarke, 1968)
- H. powelli Razowski, 1984
- H. rhiobursa Razowski, 1991
- H. rubrograptus Razowski, 1991
- H. sangayanus Razowski & Wojtusiak, 2009
- H. tenerima (Razowski, 1986)
- H. tingomariae Razowski & Wojtusiak, 2010
- H. turbula (Gates Clarke, 1968)
- H. umbrabasana (Kearfott, 1908)
- H. zelotes Razowski & Becker, 1986